# إيدن برينت
إيدن برينت (بالإنجليزية: Eden Brent)‏ هي عازفة بيانو وموسيقية ومغنية أمريكية، ولدت في 16 نوفمبر 1965 في غرينفيل في الولايات المتحدة.

## وصلات خارجية
- الموقع الرسمي
- إيدن برينت على موقع ميوزك برينز (الإنجليزية)
- إيدن برينت على موقع أول ميوزيك (الإنجليزية)
- إيدن برينت على موقع ديسكوغز (الإنجليزية)